# Coulonges-sur-l'Autize
Coulonges-sur-l'Autize är en kommun i departementet Deux-Sèvres i regionen Nouvelle-Aquitaine i västra Frankrike. Kommunen ligger i kantonen Coulonges-sur-l'Autize som tillhör arrondissementet Niort. År 2022 hade Coulonges-sur-l'Autize 2 341 invånare.

## Befolkningsutveckling
Antalet invånare i kommunen Coulonges-sur-l'Autize
| Referens: INSEE |